# Andreasi

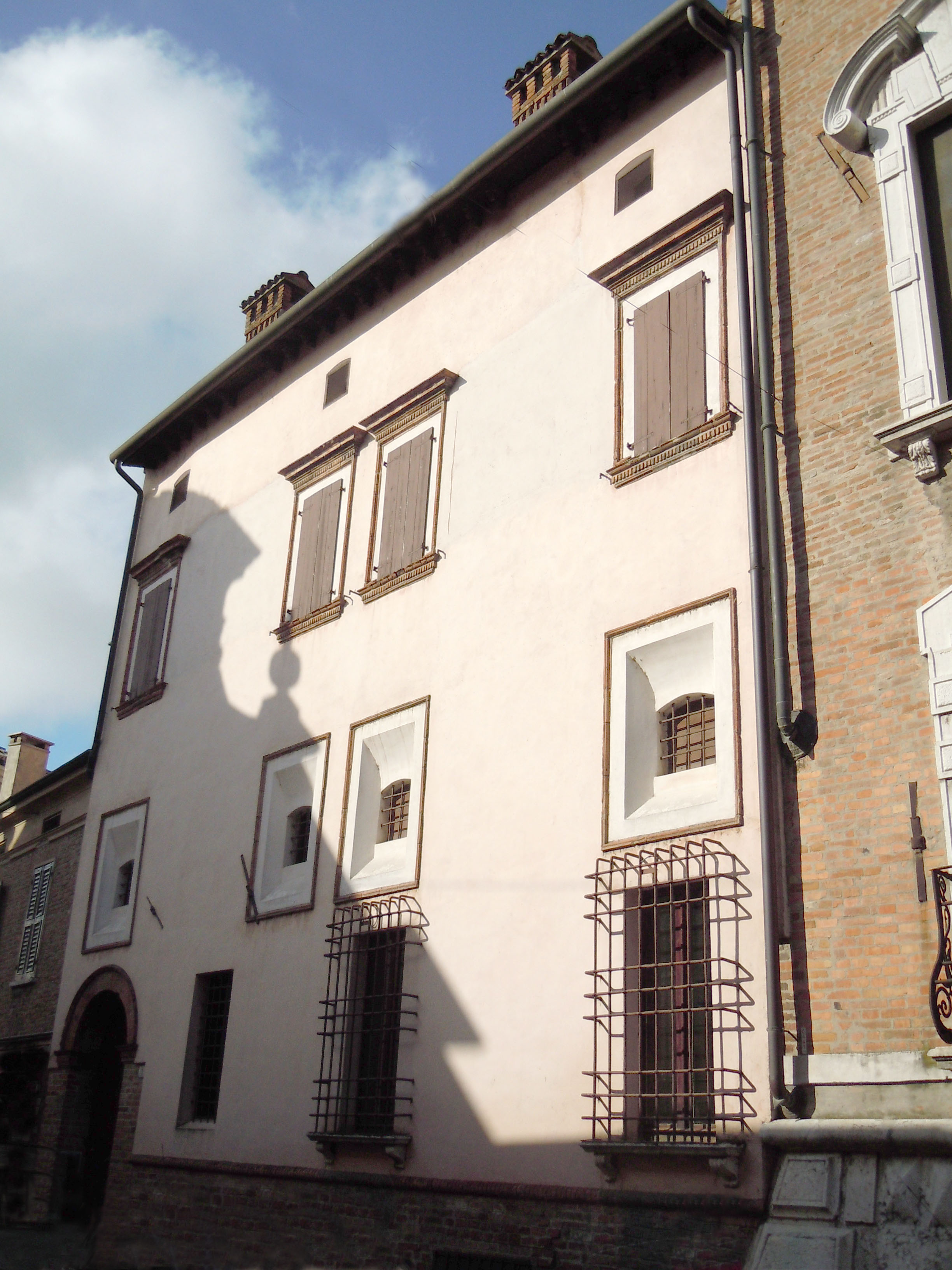
Casa Andreasi a Màntua

El Andreasi foren una família italiana que va posseir el comtat de Rivalta. Antonio Amdreasi, mort abans de 1322, es va establir a Màntua i va cedir el comtat de Rivalta a Màntua a canvi d'estensos dominis a Carbonara. Els seus fills Delaito i Corrado foren patricis de Màntua.